# 1958 у футболі
Нижче наведені футбольні події 1958 року у всьому світі.

## Події
- Відбувся шостий чемпіонат світу, перемогу на якому здобула збірна Бразилії.

## Засновані клуби
- Нива (Вінниця)
- Таврія (Сімферополь)

## Національні чемпіони
- Англія: Вулвергемптон Вондерерз
- Аргентина: Расінг (Авельянеда)
- Іспанія: Реал Мадрид
- Парагвай: Олімпія (Асунсьйон)
- СРСР: Спартак (Москва)
- ФРН: Шальке 04